# Acacia falcifolia
Acacia falcifolia är en ärtväxtart som beskrevs av Johann Centurius von Hoffmannsegg. Acacia falcifolia ingår i släktet akacior, och familjen ärtväxter. Inga underarter finns listade i Catalogue of Life.